# Alan Budikusuma
Alexander Alan Budikusuma Wiratama, také Goei Djien Phang, Wej Žen-fang nebo 魏仁芳 (* 29. března 1968 Surabaya) je bývalý indonéský badmintonista čínské národnosti, držitel vyznamenání Bintang Jasa Utama.
Na Letních olympijských hrách 1992 vyhrál mužskou dvouhru, stal se tak prvním olympijským vítězem v badmintonu a prvním olympijským vítězem z Indonésie. Startoval také na LOH 1996, kde ho ve čtvrtfinále vyřadil pozdější vítěz Poul-Erik Høyer Larsen. Je vítězem Thailand Open 1989 a 1991, China Open 1991, German Open 1992, Indonesian Open 1993, Malaysian Open 1995, Světového poháru 1993 a stříbrným medailistou mistrovství světa v badmintonu 1991. S týmem Indonésie vyhrál Thomasův pohár v letech 1994 a 1996.
Jeho manželka Susi Susanti je rovněž olympijskou vítězkou v badmintonu. Badminton hrál na vrcholové úrovni také jeho mladší bratr Yohan Hadikusumo Wiratama, který však po většinu kariéry reprezentoval Hongkong.